# Gouden Spike (Nederland)
De Gouden Spike is een internationale atletiekwedstrijd, die elk jaar bij atletiekvereniging Leiden Atletiek in de Nederlandse stad Leiden wordt gehouden. De Gouden Spike is onderdeel van het Nederlands baancircuit en wordt, met enige tussenpozen, sinds 1960 georganiseerd.
Tijdens de Gouden Spike strijden atleten uit diverse disciplines, waarna de meest aansprekende prestatie, naar het oordeel van een jury, wordt beloond met de Gouden Spike en een geldbedrag.
Winnaars van de Gouden Spike waren onder andere Karin Ruckstuhl, Erik de Bruin, Robin Korving, Kamiel Maase, Rutger Smith en Gregory Sedoc.

## Winnaars van de Gouden Spike
| Jaar | Winnaar/winnares                                                      | Onderdeel            | Prestatie |
| ---- | --------------------------------------------------------------------- | -------------------- | --------- |
| 2025 | Ruben Rolvink ( NED)                                                  | discuswerpen         | 66,89 m   |
| 2024 | Nelvin Jepkemboi ( KEN)                                               | 5000 m               | 14.50,00  |
| 2023 | Maayke Tjin A-Lim ( NED)                                              | 100 m horden         | 13,00 s   |
| 2022 | Yassine Hethat ( ALG)                                                 | 800 m                | 1.44,80   |
| 2021 | Fleur Jong ( NED)                                                     | verspringen          | 6,09 m    |
| 2019 | Lisanne Schol ( NED)                                                  | speerwerpen          | 60,92 m   |
| 2018 | Rutger Koppelaar ( NED)                                               | polsstokhoogspringen | 5,70 m    |
| 2017 | Melissa Boekelman ( NED)                                              | kogelstoten          | 18,18 m   |
| 2016 | Tessa van Schagen ( NED)                                              | 200 m                | 22,94 s   |
| 2015 | Abrar Osman ( ERI)                                                    | 10.000 m             | 27.41,69  |
| 2014 | Joshua Cheptegei ( UGA)                                               | 10.000 m             | 27.56,26  |
| 2013 | Marlou van Rhijn ( NED)                                               | 100 m T43/44         | 13,21 s   |
| 2012 | Patrick van Luijk ( NED)                                              | 200 m                | 20,47 s   |
| 2011 | Gregory Sedoc ( NED)                                                  | 110 m horden         | 13,39 s   |
| 2010 | Melissa Boekelman ( NED)                                              | kogelstoten          | 18,17 m   |
| 2009 | Gregory Sedoc ( NED)                                                  | 110 m horden         | 13,54 s   |
| 2008 | Nat. estafetteploeg ( NED) (Heisen, Hoogmoed, C. Douglas, Van Luijk)  | 4 × 100 m            | 39,09 s   |
| 2007 | Karin Ruckstuhl ( NED)                                                | verspringen          | 6,64 m    |
| 2006 | Rutger Smith ( NED)                                                   | kogelstoten          | 21,62 m   |
| 2005 | Jason Tunks ( CAN)                                                    | discuswerpen         | 66,59 m   |
| 2004 | Rutger Smith ( NED)                                                   | kogelstoten          | 20,94 m   |
| 2003 | Lieja Tunks-Koeman ( NED)                                             | kogelstoten          | 18,68 m   |
| 2002 | Nat. estafetteploeg ( NED) (Beck, C. Douglas, T. Douglas, Spier)      | 4 × 100 m            | 39,23 s   |
| 2001 | Christian Tamminga ( NED)                                             | polsstokhoogspringen | 5,57 m    |
| 2000 | Robin Korving ( NED)                                                  | 110 m horden         | 13,28 s   |
| 1999 | Kamiel Maase ( NED)                                                   | 3000 m               | 7.45,44   |
| 1998 | Nat. estafetteploeg ( NED) (Janssen, T. Douglas, Van Balkom, Tilburg) | 4 × 100 m            | 39,04 s   |
| 1997 | Laurens Looije ( NED)                                                 | polsstokhoogspringen | 5,65 m    |
| 1996 | Corrie de Bruin ( NED)                                                | discuswerpen         | 63,14 m   |
| 1995 | Jacqueline Goormachtigh ( NED)                                        | discuswerpen         | 62,30 m   |
| 1994 | Inge Langenhuizen ( NED)                                              | 100 m horden         | 13,25 s   |
| 1993 | Björn Groen ( NED)                                                    | hoogspringen         | 2,20 m    |
| 1992 | Erik de Bruin ( NED)                                                  | discuswerpen         | 64,50 m   |
| 1991 | Ester Goossens ( NED)                                                 | 400 m                | 53,78 s   |
| 1990 | Jeroen van der Meer ( NED)                                            | speerwerpen          | 80,00 m   |
| 1989 | Erik de Bruin ( NED)                                                  | discuswerpen         | 67,22 m   |
| 1988 | Jeroen van der Meer ( NED)                                            | speerwerpen          | 78,56 m   |
| 1987 | Erik de Bruin ( NED)                                                  | discuswerpen         | 65,84 m   |
| 1986 | Erik de Bruin ( NED)                                                  | kogelstoten          | 20,86 m   |
| 1985 | Marjan Olyslager ( NED)                                               | 100 m horden         | 13,19 s   |
| 1984 | Erik de Bruin ( NED)                                                  | kogelstoten          | 20,09 m   |
| 1982 | Marcel Klarenbeek ( NED)                                              | 200 m                | 21,12 s   |
| 1980 | Erik de Bruin ( NED)                                                  | kogelstoten          | 18,13 m   |
| 1970 | Wilma van den Berg ( NED)                                             | 100 m                | 11,4 s    |
| 1969 | Els van Noorduyn ( NED)                                               | kogelstoten          | 16,91 m   |
| 1968 | Ilja Keizer-Laman ( NED)                                              | 800 m                | 2.03,9    |
| 1967 | Els van Noorduyn ( NED)                                               | kogelstoten          | 15,70 m   |
| 1966 | Wijnand Bladt ( NED)                                                  | 800 m jun.           | 1.53,6    |
| 1965 | Geesje Soesbeek ( NED)                                                | 400 m                | 55,3 s    |
| 1964 | Henny Smit ( NED)                                                     | 800 m                | 1.52,50   |
| 1962 | Servee Wijsen ( NED)                                                  | polsstokhoogspringen | 4,10 m    |
| 1961 | Gerda Kraan ( NED)                                                    | 400 m                | 56,00 s   |
| 1960 | Loes Boling ( NED)                                                    | discuswerpen         | 47,32 m   |

## Meetingrecords

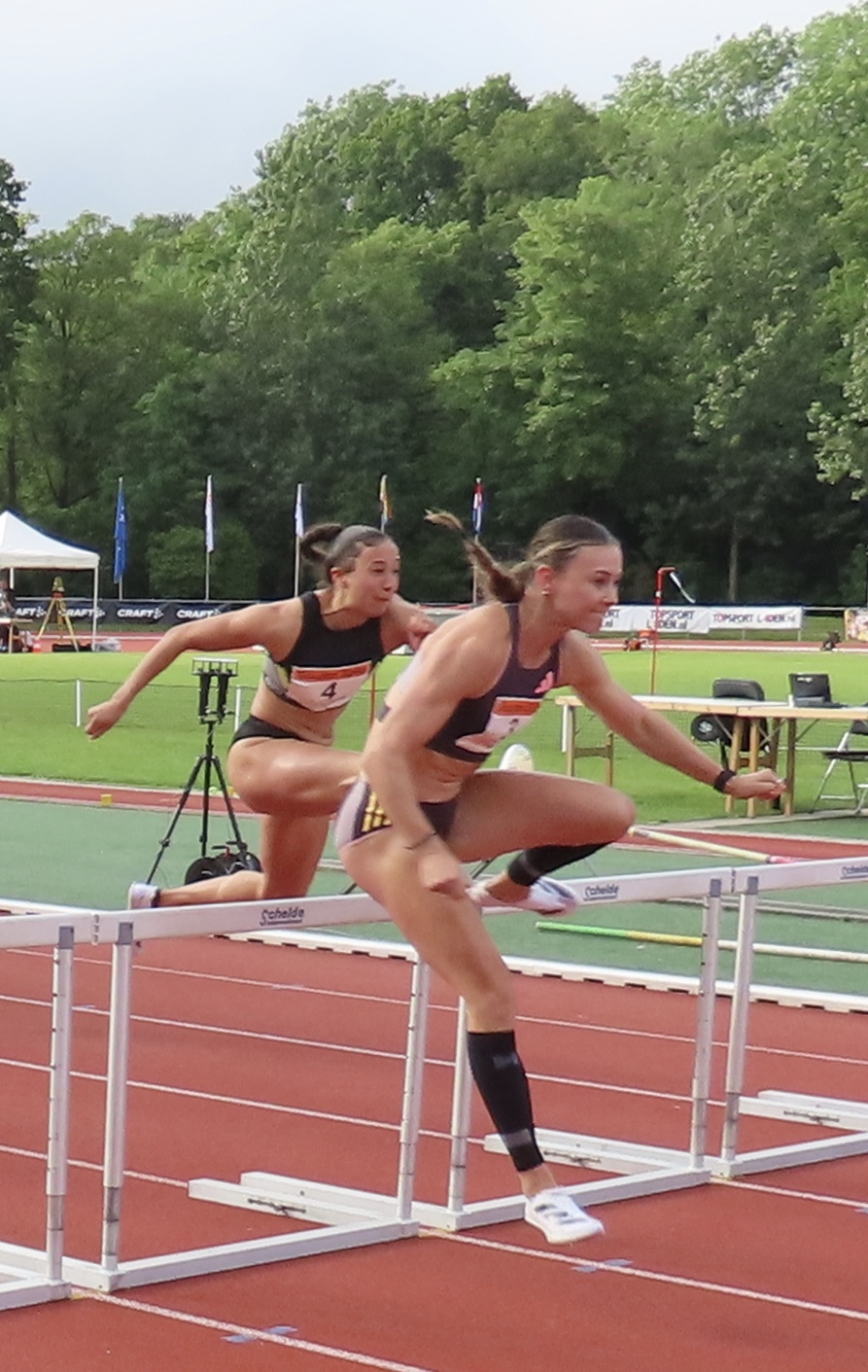
Nadine Visser verslaat Maayke Tjin A-Lim op de 100 m horden tijdens de Gouden Spike in 2024 en neemt haar al doende haar meeting record af van 13,00 s door te finishen in 12,94 s.

| Onderdeel            | Prestatie  | Atleet              | Nationaliteit | Jaar |
| -------------------- | ---------- | ------------------- | ------------- | ---- |
| 100 m                | 10,27 s    | Patrick van Luijk   | NED           | 2012 |
| 200 m                | 20,47 s    | Patrick van Luijk   | NED           | 2012 |
| 300 m                | 32,71 s    | Liemarvin Bonevacia | NED           | 2016 |
| 400 m                | 45,74 s    | Richard Strachan    | GBR           | 2009 |
| 800 m                | 1.44,80 s  | Yassine Hethat      | ALG           | 2022 |
| 1500 m               | 3.41,65    | Adam Pyke           | AUS           | 2017 |
| 3000 m               | 7.45,44 s  | Kamiel Maase        | NED           | 1999 |
| 10.000 m             | 27.27,04 s | Aron Kifle          | ERI           | 2016 |
| 3000 m steeple       | 8.29,41 s  | Tom Erling Kårbø    | NOR           | 2018 |
| 110 m horden         | 13,39 s    | Gregory Sedoc       | NED           | 2011 |
| 400 m horden         | 49,89 s    | Ockert Cilliers     | RSA           | 2006 |
| hoogspringen         | 2,26 m     | Robbie Grabarz      | GBR           | 2010 |
| polsstokhoogspringen | 5,77 m     | Menno Vloon         | NED           | 2024 |
| verspringen          | 8,13 m     | Ignisious Gaisah    | GHA           | 2006 |
| hink-stap-springen   | 16,65 m    | Taras Moisenko      | RUS           | 2010 |
| kogelstoten          | 21,62 m    | Rutger Smith        | NED           | 2006 |
| discuswerpen         | 67,22 m    | Erik de Bruin       | NED           | 1989 |
| speerwerpen          | 80,00 m    | Jeroen van der Meer | NED           | 1990 |
| kogelslingeren       | 78,35 m    | Holger Klose        | GER           | 2005 |
| 4 × 100 m            | 39,04 s    | Nederland           | NED           | 1998 |
| 4 × 400 m            | 3.07,39 s  | Nederland           | NED           | 2004 |

| Onderdeel            | Prestatie | Atlete               | Nationaliteit | Datum |
| -------------------- | --------- | -------------------- | ------------- | ----- |
| 100 m                | 11,36 s   | Dafne Schippers      | NED           | 2012  |
| 200 m                | 22,72 s   | Emily Freeman        | GBR           | 2008  |
| 400 m                | 52,06 s   | Nicky van Leuveren   | NED           | 2016  |
| 800 m                | 1.56,91   | Winnie Nanyondo      | UGA           | 2016  |
| 1500 m               | 4.09,84   | Basu Sado            | ETH           | 2015  |
| 3000 m               | 8.52,85   | Lornah Kiplagat      | KEN           | 2000  |
| 5000 m               | 14.50,00  | Nelvin Jepkemboi     | KEN           | 2024  |
| 10.000 m             | 31.53,44  | Eloise Wellings      | USA           | 2016  |
| 100 m horden         | 12,93 s   | Maayke Tjin A-Lim    | NED           | 2025  |
| 400 m horden         | 56,57 s   | Marjolein de Jong    | NED           | 2005  |
| 2000 m steeple       | 6.43,17   | Veerle Bakker        | NED           | 2014  |
| hoogspringen         | 1,86 m    | Alyxandria Treasure  | CAN           | 2018  |
| polsstokhoogspringen | 4,50 m    | Elise de Jong        | NED           | 2025  |
| verspringen          | 6,64 m    | Karin Ruckstuhl      | NED           | 2007  |
| hink-stap-springen   | 12,91 m   | Brenda Baar          | NED           | 2009  |
| kogelstoten          | 19,24 m   | Jessica Schilder     | NED           | 2024  |
| discuswerpen         | 63,16 m   | Corrie de Bruin      | NED           | 1996  |
| speerwerpen          | 62,62 m   | Sara Kolak           | CRO           | 2022  |
| kogelslingeren       | 63,16 m   | Debby van der Schilt | NED           | 2004  |
| 4 × 100 m            | 44,00     | Nederland            | NED           | 2005  |
| 4 × 400 m            | 3.39,70   | Nederland            | NED           | 2005  |

## Trivia
- Tijdens de eerste editie in 1960 won Loes Boling van atletiekvereniging Sagitta de Gouden Spike, ze haalde met discuswerpen een afstand van 47,32 m.
- In 1999 won Kamiel Maase als eerste lid van de organiserende vereniging Leiden Atletiek de Gouden Spike; hij liep de 3000 m in 7.45,44.
- In 2005 won Jason Tunks uit Canada als eerste buitenlander de Gouden Spike; hij haalde met discuswerpen een afstand van 66,59 m. Tunks is overigens getrouwd met de Nederlandse Lieja Koeman, die dezelfde prijs twee jaar eerder in de wacht sleepte.
- De wedstrijd van 2008 bleek het laatste optreden van de Belgische atleet Tom Compernolle, die twee dagen later bij een ongeluk met een legervoertuig om het leven kwam.